# 沃什瓦河

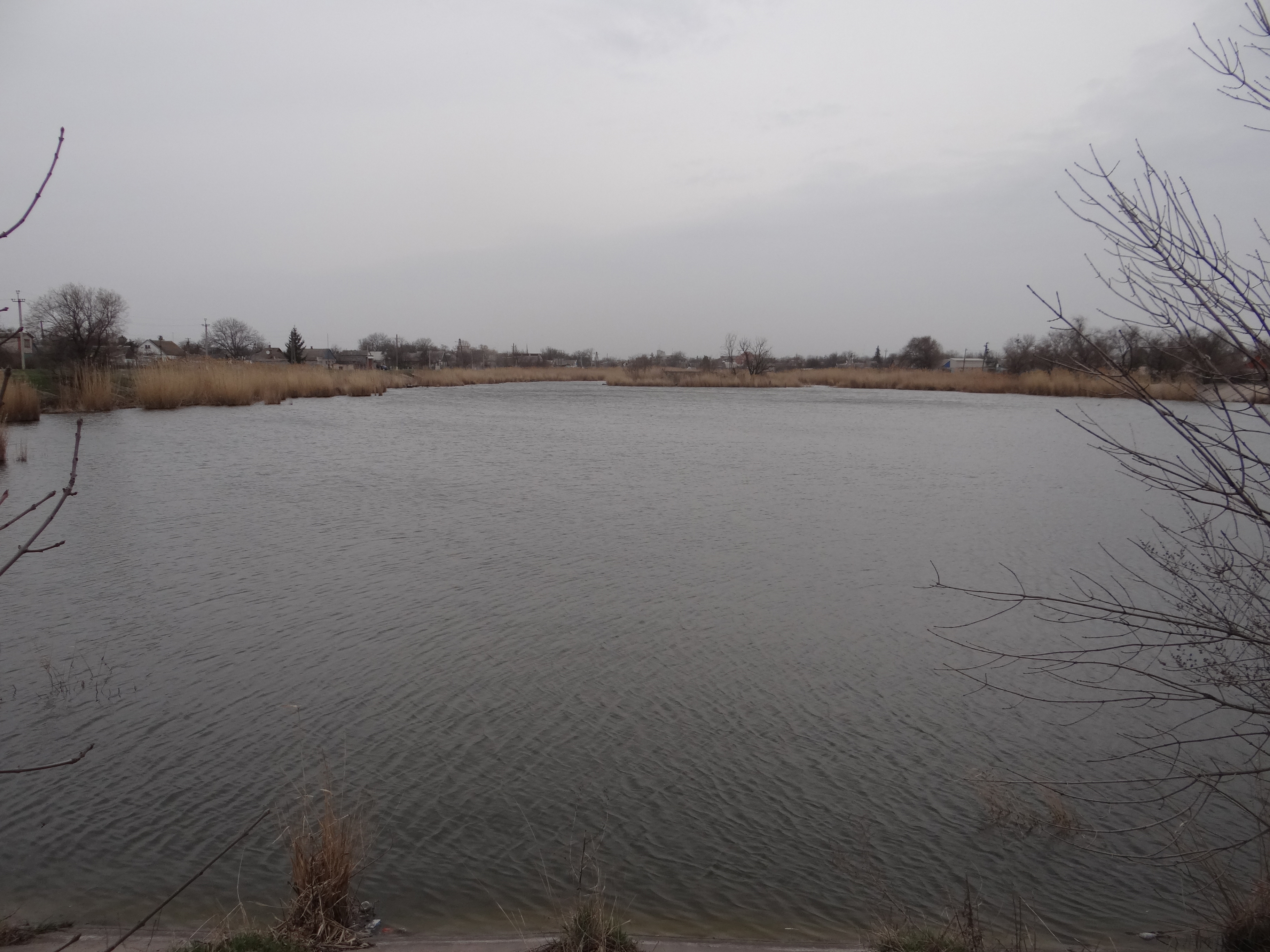

沃什瓦河（烏克蘭語：Вошива），是烏克蘭的河流，位於該國東部，屬於卡緬卡河的支流，流經第聶伯羅彼得羅夫斯克州，河道全長16公里，流域面積160平方公里。